# Melinna oculata
Melinna oculata är en ringmaskart som beskrevs av Hartman 1969. Melinna oculata ingår i släktet Melinna och familjen Ampharetidae. Inga underarter finns listade i Catalogue of Life.